# Teacup Travels
Teacup Travels ist eine britische Kinder-TV-Serie. Die Serie wurde für CBeebies von Plum Films mit der Unterstützung von Creative Scotland in Schottland produziert. Die Erstausstrahlung in Großbritannien erfolgte am 9. Februar 2015.
Bis zum 13. März 2015 wurden insgesamt 25 Episoden mit jeweils 15 Minuten Länge ausgestrahlt.

## Besetzung
| Rollenname       | Schauspieler      | Staffel |
| ---------------- | ----------------- | ------- |
| Großtante Lizzie | Gemma Jones       | 1       |
| Charlotte        | Evie Brassington  | 1       |
| Elliot           | Roderick Gilkison | 1       |
| Mutter           | Julia Taudevin    | 1       |
| Augusta          | Gowan Calder      | 1       |
| Brutus           | Lawrence Libor    | 1       |
| Camilla          | Kirsty Mackay     | 1       |
| Königin Bridget  | Kim Allan         | 1       |
| Isetnofret       | Robyn Milne       | 1       |
| Doctor Jiangnu   | Sedhar Chozam     | 1       |
| Atticus          | Joe Ferrara       | 1       |
| Hamish           | James Keenan      | 1       |
| Itisen           | Eamonn O’Dwyer    | 1       |

## Staffel 1
Die Geschichten der ersten Staffel spielen im alten Rom, im kaiserzeitlichen China, im alten Ägypten und im Land der Kelten in einer Zeitspanne von 2500 v. Chr. bis 1850 n. Chr.

## Produktion

### Entwicklung
Entwickelt wurde die Serie bereits 2011 von dem Kreativ-Team Micky MacPherson, Tony Bibby und Simon Parsons. Parsons und MacPherson hatten bereits 2005 bei dem Kurzfilm Meat the Campbells mit dem Regisseur Simon Hynd zusammengearbeitet und alle hatten langjährige Erfahrung bei der Produktion von TV-Spots und beim Kinderfernsehen gesammelt.
Die Inspiration zu Großtante Lizzie nahm Bibby von seiner echten Tante, die er als Kind oft in Liverpool besuchte. Dazu erfand er die historische Dimension der Geschichten.
Der Regisseur von Teacup Travels war Simon Hynd. Art Director und Illustrator war John Gosler.
Eine wichtige Besetzung in der Produktion der Serie war Production Designer Leslie Dilley, ein zweifacher Oscar-Preisträger für Krieg der Sterne und Jäger des verlorenen Schatzes.

### Unterstützung von Museen
Ein Schlüsselelement der Serie ist die Zusammenarbeit mit Museen in ganz Großbritannien. Die Filmproduktion Plum Films konsultierte die Museen um sicher zu gehen, dass die Artefakte, die in Großtante Lizzies Geschichten vorkamen, auf echten historischen Artefakten basierten.
Wenn es möglich war, besuchten Mitarbeiter von Plum Films die Museen, um die Maße und Eigenschaften des Objekts der jeweiligen Episode genauestens zu erfassen. Das ermöglichte den Requisitenbauern exakte Repliken der gewünschten Objekte anzufertigen. Diese Repliken wurden dann wiederum dem Kurator des jeweiligen Museums vorgestellt, um weitere Vorschläge zur Verbesserung zu bekommen bis alle zufrieden waren.
Gleichzeitig wurden die Geschichten der Drehbücher mit jedem beteiligten Museum geteilt, um sicherzustellen, dass jedes Objekt zufriedenstellend repräsentiert wird.

### Liste der beteiligten Museen in Staffel 1
- Birmingham Museum and Art Gallery
- British Museum
- British Optical Association Museum
- The Dick Institute
- Dumfries Museum
- Durham University Oriental Museum
- Inverness Museum and Art Gallery
- Manchester Museum
- National Museum of Scotland
- Peterborough Museum and Art Gallery
- Royal Albert Memorial Museum
- Stranraer Museum
- Swansea Museum
- Ulster Museum

### Stil
Die Serie ist eine Kombination von vor einem realen Hintergrund gedrehten Szenen (für den Epilog und den Prolog in Großtante Lizzies Haus) und Szenen die mit den Schauspielern vor einem grünen Hintergrund (Greenscreen-Technik) im Studio gedreht und dann liebevoll in der Postproduktion mit einem Illustrierten Hintergrund kombiniert wurden.

### Locations
Die Serie wurde mit finanziellen Mitteln der BBC und Creative Scotland komplett in Schottland gedreht. Die Sets für die Innenaufnahmen wurden in der Loretta School in Musselburgh gebaut. Die Außenaufnahmen die Großtante Lizzies einzigartiges Haus zeigen, wurden im Head Gardener's Cottage in den Princes Street Gardens  in Edinburgh gedreht.

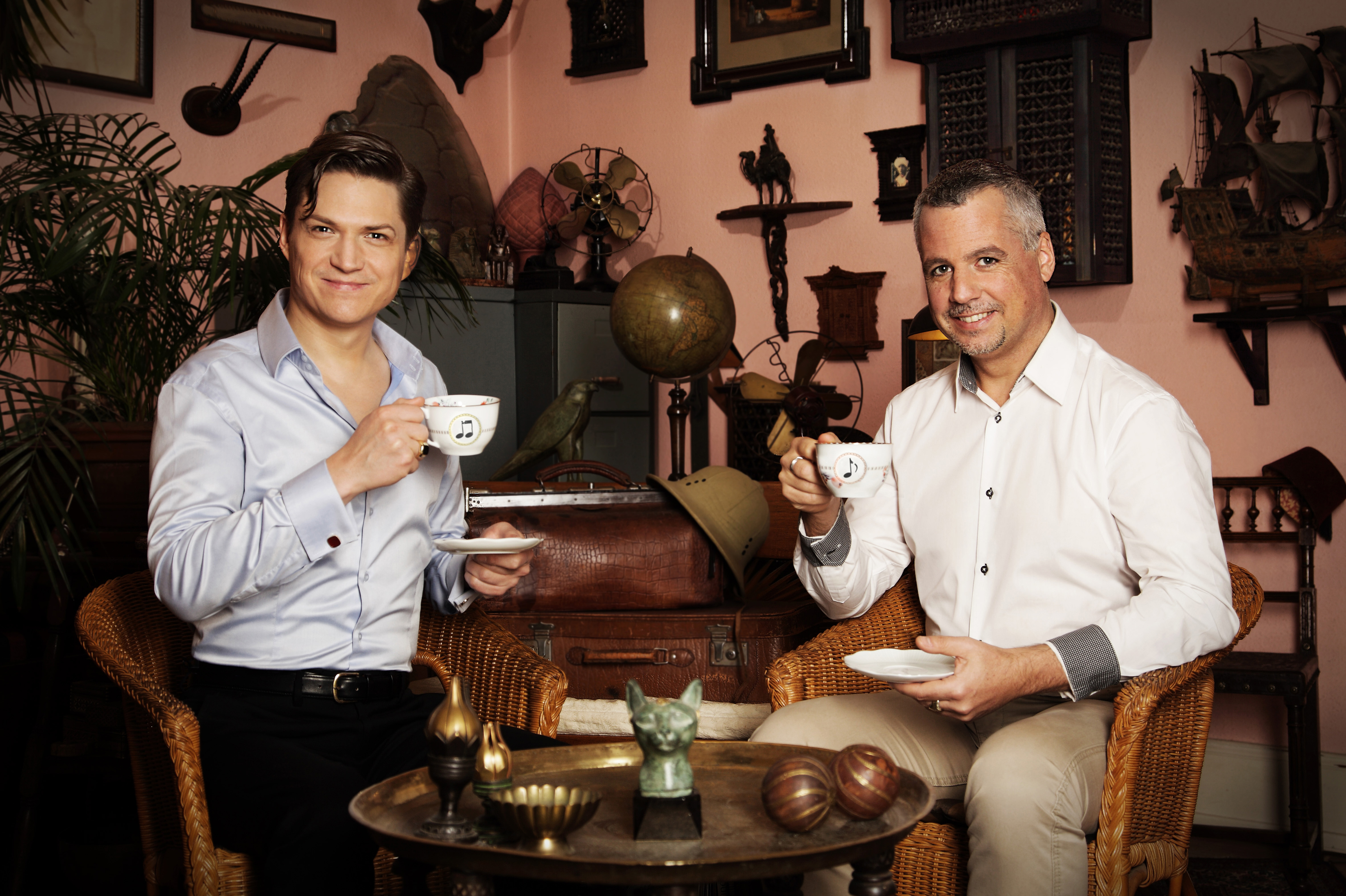
Komponisten für Teacup Travels: Rasmus Borowski (links) und Alexius Tschallener (rechts)

### Filmmusik
Die Filmmusik für Teacup Travels wurde von Rasmus Borowski und Alexius Tschallener komponiert und im Oktober 2014 mit dem City of Prague Philharmonic Orchestra unter dem Dirigat von Nic Raine in den Smecky Music Studios in Prag aufgenommen.

### Einschaltquoten
In der ersten Woche nach der Erstausstrahlung am 9. Februar 2015 platzierte sich die Show dreimal in den Top 10 des Senders CBeebies mit einer Spitzenzahl von 561.000 Zuschauern.

## Deutsche Ausstrahlung
Über eine Deutsche Ausstrahlung von Teacup Travels  ist bisher nichts bekannt.